# هاندزام الكلاسيكي 2024
هاندزام الكلاسيكي 2024 (بالفرنسية: Bredene Koksijde Classic 2024)‏ هو سباق دراجات هوائية من فئة  1.1، وهو الموسم الرابع عشر من هاندزام الكلاسيكي، وأقيم في 15 مارس 2024 ضمن سباقات سلسلة سباقات الاتحاد الدولي للدراجات للمحترفين 2024.
فاز بالمركز الأول Luca Mozzato ‏، وفاز بالمركز الثاني ديلان جروينويغن، وفاز بالمركز الثالث Gerben Thijssen ‏.

## الفرق
| فرق عالمية (8)- Alpecin-Deceuninck - Arkéa-B&B Hotels - Intermarché-Wanty - Lidl-Trek - Soudal Quick-Step - Team dsm-firmenich PostNL - Team Jayco AlUla - UAE Team Emirates فرق برو (10)- بنجوال باوليز ساوكس دبليو بي ‏ - Israel-Premier Tech - Lotto Dstny - Q36.5 Pro Cycling Team ‏ - Unibet Tietema Rockets ‏ - سبورت فلاندرين بالويس ‏ - تيم نوفو نورديسك ‏ - TotalEnergies - سويس ريسينغ أكادمي 2024 ‏ - أونو-إكس موبيليتي ‏ فرق قارية (2)- سوبرانو هام ايزوريكس 2024 ‏ - فولكر ويسيلز سيكلينج تيم 2024 ‏ |  |
| |  |

## المشاركون
| Intermarché-Wanty IWA | Intermarché-Wanty IWA      | Intermarché-Wanty IWA |
| --------------------- | -------------------------- | --------------------- |
| م                     | عداء                       | مرتبة                 |
| 1                     | Gerben Thijssen ‏           |                       |
| 2                     | Dries De Pooter ‏           |                       |
| 3                     | Madis Mihkels              |                       |
| 4                     | بابتيست بلانكايرت          |                       |
| 5                     | Sacha Prestianni‏           |                       |
| 6                     | Roel van Sintmaartensdijk ‏ |                       |
| 7                     | أدريان بيتي                |                       |

| Soudal Quick-Step SOQ | Soudal Quick-Step SOQ | Soudal Quick-Step SOQ |
| --------------------- | --------------------- | --------------------- |
| م                     | عداء                  | مرتبة                 |
| 11                    | يفيس لامارت           |                       |
| 12                    | Gil Gelders ‏          |                       |
| 13                    | Pepijn Reinderink ‏    |                       |
| 14                    | Leander Van Hautegem ‏ |                       |
| 15                    | Paul Magnier ‏         |                       |
| 16                    | Warre Vangheluwe ‏     |                       |
| 17                    | Jordi Warlop ‏         |                       |

| UAE Team Emirates UAD | UAE Team Emirates UAD | UAE Team Emirates UAD |
| --------------------- | --------------------- | --------------------- |
| م                     | عداء                  | مرتبة                 |
| 21                    | ألفارو هودج           | لم يبدأ               |
| 22                    | إيفو أوليفيرا (طريق)  |                       |
| 24                    | António Morgado ‏      |                       |
| 25                    | خوان سباستيان مولانو  |                       |
| 26                    | Nils Politt ‏          |                       |
| 27                    | مايكل فينك ‏           |                       |

| Team dsm-firmenich PostNL DFP | Team dsm-firmenich PostNL DFP | Team dsm-firmenich PostNL DFP |
| ----------------------------- | ----------------------------- | ----------------------------- |
| م                             | عداء                          | مرتبة                         |
| 31                            | جون ديجينكولب                 |                               |
| 32                            | Tobias Lund Andresen ‏         |                               |
| 33                            | Johan Dorussen ‏               |                               |
| 34                            | Emīls Liepiņš ‏ (طريق)         |                               |
| 35                            | Tim Naberman ‏                 |                               |
| 36                            | تيمو روزن                     |                               |
| 37                            | Patrick Eddy ‏                 |                               |

| Team Jayco AlUla JAY | Team Jayco AlUla JAY           | Team Jayco AlUla JAY |
| -------------------- | ------------------------------ | -------------------- |
| م                    | عداء                           | مرتبة                |
| 41                   | ديلان جروينويغن                |                      |
| 42                   | Jan Maas (cyclist, born 1996) ‏ |                      |
| 43                   | اموند جروندل يانسن             |                      |
| 44                   | لوكا ميزجيك                    |                      |
| 45                   | Kelland O'Brien ‏               |                      |
| 46                   | Blake Quick ‏                   |                      |
| 47                   | Elmar Reinders ‏                |                      |

| Alpecin-Deceuninck ADC | Alpecin-Deceuninck ADC | Alpecin-Deceuninck ADC |
| ---------------------- | ---------------------- | ---------------------- |
| م                      | عداء                   | مرتبة                  |
| 51                     | Robbe Ghys ‏            |                        |
| 52                     | Senne Leysen ‏          |                        |
| 53                     | جنسن بلاورايت ‏         |                        |
| 54                     | Simon Dehairs ‏         |                        |
| 55                     | Siebe Roesems‏          |                        |
| 56                     | جياني فرميش            |                        |
| 57                     | رامون سينكلدام         |                        |

| Arkéa-B&B Hotels ARK | Arkéa-B&B Hotels ARK | Arkéa-B&B Hotels ARK |
| -------------------- | -------------------- | -------------------- |
| م                    | عداء                 | مرتبة                |
| 61                   | أموري كابيو          |                      |

| Arkéa–B&B Hôtels Continentale ‏ ___ | Arkéa–B&B Hôtels Continentale ‏ ___ | Arkéa–B&B Hôtels Continentale ‏ ___ |
| ---------------------------------- | ---------------------------------- | ---------------------------------- |
| م                                  | عداء                               | مرتبة                              |
| 62                                 | Pierre Thierry (cyclist) ‏          |                                    |

| Arkéa-B&B Hotels ARK | Arkéa-B&B Hotels ARK | Arkéa-B&B Hotels ARK |
| -------------------- | -------------------- | -------------------- |
| م                    | عداء                 | مرتبة                |
| 63                   | دايفيد ديكر          |                      |
| 64                   | Luca Mozzato ‏        |                      |
| 65                   | ألان ريو ‏            |                      |
| 67                   | Nicolas Milesi ‏      |                      |

| Lidl-Trek LTK | Lidl-Trek LTK         | Lidl-Trek LTK |
| ------------- | --------------------- | ------------- |
| م             | عداء                  | مرتبة         |
| 72            | Daan Hoole ‏           |               |
| 73            | سيموني كونسوني        |               |
| 74            | Martin Pedersen ‏      |               |
| 75            | Mathias Vacek ‏ (طريق) |               |
| 76            | Otto Vergaerde ‏       |               |
| 77            | Matteo Milan ‏         |               |

| Lotto Dstny LTD | Lotto Dstny LTD            | Lotto Dstny LTD |
| --------------- | -------------------------- | --------------- |
| م               | عداء                       | مرتبة           |
| 81              | ارنو دي لاي                |                 |
| 82              | Joshua Giddings (cyclist) ‏ |                 |
| 83              | Mathijs Paasschens ‏        |                 |
| 85              | Lionel Taminiaux ‏          |                 |
| 86              | Axel De Lie ‏               |                 |
| 87              | برنت فان موير              |                 |

| Israel-Premier Tech IPT | Israel-Premier Tech IPT | Israel-Premier Tech IPT |
| ----------------------- | ----------------------- | ----------------------- |
| م                       | عداء                    | مرتبة                   |
| 91                      | باسكال أكرمان           |                         |
| 92                      | هوغو هوفستيتر           |                         |
| 93                      | Oded Kogut ‏             |                         |
| 94                      | جيك ستيوارت             |                         |
| 95                      | Kiaan Watts‏             |                         |
| 97                      | ريك تسابل               |                         |

| أونو-إكس موبيليتي ‏ UXM | أونو-إكس موبيليتي ‏ UXM | أونو-إكس موبيليتي ‏ UXM |
| ---------------------- | ---------------------- | ---------------------- |
| م                      | عداء                   | مرتبة                  |
| 101                    | Louis Bendixen ‏        |                        |
| 102                    | Carl-Frederik Bévort ‏  |                        |
| 103                    | Erlend Blikra ‏         |                        |
| 104                    | Tord Gudmestad ‏        |                        |
| 105                    | نيكلاس لارسن           |                        |
| 106                    | William Blume Levy ‏    |                        |
| 107                    | Rasmus Bøgh Wallin ‏    |                        |

| TotalEnergies TEN | TotalEnergies TEN  | TotalEnergies TEN |
| ----------------- | ------------------ | ----------------- |
| م                 | عداء               | مرتبة             |
| 111               | Lucas Boniface ‏    |                   |
| 112               | دريس فان جيستل     |                   |
| 113               | Thomas Gachignard ‏ |                   |
| 114               | لورينزو مانزين     |                   |
| 116               | أنتوني تورجيس      |                   |
| 117               | Baptiste Vadic ‏    |                   |

| بنجوال باوليز ساوكس دبليو بي ‏ BWB | بنجوال باوليز ساوكس دبليو بي ‏ BWB | بنجوال باوليز ساوكس دبليو بي ‏ BWB |
| --------------------------------- | --------------------------------- | --------------------------------- |
| م                                 | عداء                              | مرتبة                             |
| 121                               | Luca De Meester ‏                  |                                   |
| 122                               | Cériel Desal ‏                     |                                   |
| 123                               | فلوريس دي تير                     |                                   |
| 124                               | Kenneth Van Rooy ‏                 |                                   |
| 125                               | Aaron Van der Beken ‏              |                                   |
| 126                               | Alexander Salby ‏                  |                                   |
| 127                               | Jens Reynders ‏                    |                                   |

| سبورت فلاندرين بالويس ‏ TFB | سبورت فلاندرين بالويس ‏ TFB | سبورت فلاندرين بالويس ‏ TFB |
| -------------------------- | -------------------------- | -------------------------- |
| م                          | عداء                       | مرتبة                      |
| 131                        | Elias Maris ‏               |                            |
| 132                        | Toon Clynhens ‏             |                            |
| 133                        | Siebe Deweirdt ‏            |                            |
| 134                        | Jasper Dejaegher ‏          |                            |
| 135                        | Ward Vanhoof ‏              |                            |
| 136                        | Victor Vercouillie ‏        |                            |
| 137                        | Noah Vandenbranden ‏        |                            |

| Q36.5 Pro Cycling Team ‏ Q36 | Q36.5 Pro Cycling Team ‏ Q36 | Q36.5 Pro Cycling Team ‏ Q36 |
| --------------------------- | --------------------------- | --------------------------- |
| م                           | عداء                        | مرتبة                       |
| 141                         | Nickolas Zukowsky ‏ (طريق)   |                             |
| 142                         | Xabier Azparren ‏            | لم يبدأ                     |
| 143                         | Kamil Małecki ‏              |                             |
| 144                         | ماتيو موشيتي                |                             |
| 145                         | Travis Stedman‏              |                             |
| 146                         | Szymon Sajnok ‏              | لم يكمل السباق              |
| 147                         | روري تاونسند ‏               |                             |

| تيم نوفو نورديسك ‏ TNN | تيم نوفو نورديسك ‏ TNN | تيم نوفو نورديسك ‏ TNN |
| --------------------- | --------------------- | --------------------- |
| م                     | عداء                  | مرتبة                 |
| 151                   | سام براند             |                       |
| 152                   | Quinten De Graeve ‏    |                       |
| 153                   | Filippo Ridolfo ‏      |                       |
| 154                   | Declan Irvine ‏        |                       |
| 155                   | Matyáš Kopecký ‏       |                       |
| 156                   | Logan Phippen ‏        |                       |
| 157                   | Antonio Polga‏         |                       |

| Unibet Tietema Rockets ‏ TDT | Unibet Tietema Rockets ‏ TDT | Unibet Tietema Rockets ‏ TDT |
| --------------------------- | --------------------------- | --------------------------- |
| م                           | عداء                        | مرتبة                       |
| 161                         | Davide Bomboi ‏              |                             |
| 162                         | Martijn Budding ‏            |                             |
| 163                         | Owen Geleijn ‏               |                             |
| 164                         | أندرياس ستوكبرو             | لم يكمل السباق              |
| 165                         | Zeb Kyffin ‏                 |                             |
| 166                         | Abram Stockman ‏             |                             |
| 167                         | Sebastian Nielsen ‏          |                             |

| سويس ريسينغ أكادمي ‏ TUD | سويس ريسينغ أكادمي ‏ TUD   | سويس ريسينغ أكادمي ‏ TUD |
| ----------------------- | ------------------------- | ----------------------- |
| م                       | عداء                      | مرتبة                   |
| 171                     | توم بولي                  |                         |
| 172                     | Nils Brun ‏                |                         |
| 173                     | Sebastian Kolze Changizi ‏ |                         |
| 174                     | Arvid de Kleijn ‏          |                         |
| 175                     | جاكوب أريكسون ‏            |                         |
| 176                     | Aivaras Mikutis ‏          |                         |
| 177                     | Maikel Zijlaard ‏          |                         |

| سوبرانو هام ايزوريكس ‏ TIS | سوبرانو هام ايزوريكس ‏ TIS | سوبرانو هام ايزوريكس ‏ TIS |
| ------------------------- | ------------------------- | ------------------------- |
| م                         | عداء                      | مرتبة                     |
| 181                       | Ewout De Keyser‏           |                           |
| 182                       | تيموثي دوبونت             |                           |
| 183                       | Bo Godart‏                 |                           |
| 184                       | Thomas Joseph ‏            |                           |
| 185                       | جياني مارشان              |                           |
| 186                       | Arne Santy‏                |                           |
| 187                       | Mauro Verwilt‏             |                           |

| فولكر ويسيلز سيلينج تيم ‏ VWT | فولكر ويسيلز سيلينج تيم ‏ VWT | فولكر ويسيلز سيلينج تيم ‏ VWT |
| ---------------------------- | ---------------------------- | ---------------------------- |
| م                            | عداء                         | مرتبة                        |
| 191                          | بيرت جان يندمان              |                              |
| 192                          | Max Kroonen ‏                 |                              |
| 193                          | Finn Crockett ‏               |                              |
| 194                          | تيمو دي جونغ ‏                |                              |
| 195                          | Jasper Haest ‏                |                              |
| 196                          | Jago Willems‏                 |                              |
| 197                          | Thimo Willems ‏               |                              |

| Intermarché-Wanty IWA | Intermarché-Wanty IWA      | Intermarché-Wanty IWA |
| --------------------- | -------------------------- | --------------------- |
| م                     | عداء                       | مرتبة                 |
| 1                     | Gerben Thijssen ‏           |                       |
| 2                     | Dries De Pooter ‏           |                       |
| 3                     | Madis Mihkels              |                       |
| 4                     | بابتيست بلانكايرت          |                       |
| 5                     | Sacha Prestianni‏           |                       |
| 6                     | Roel van Sintmaartensdijk ‏ |                       |
| 7                     | أدريان بيتي                |                       |

| Soudal Quick-Step SOQ | Soudal Quick-Step SOQ | Soudal Quick-Step SOQ |
| --------------------- | --------------------- | --------------------- |
| م                     | عداء                  | مرتبة                 |
| 11                    | يفيس لامارت           |                       |
| 12                    | Gil Gelders ‏          |                       |
| 13                    | Pepijn Reinderink ‏    |                       |
| 14                    | Leander Van Hautegem ‏ |                       |
| 15                    | Paul Magnier ‏         |                       |
| 16                    | Warre Vangheluwe ‏     |                       |
| 17                    | Jordi Warlop ‏         |                       |

| UAE Team Emirates UAD | UAE Team Emirates UAD | UAE Team Emirates UAD |
| --------------------- | --------------------- | --------------------- |
| م                     | عداء                  | مرتبة                 |
| 21                    | ألفارو هودج           | لم يبدأ               |
| 22                    | إيفو أوليفيرا (طريق)  |                       |
| 24                    | António Morgado ‏      |                       |
| 25                    | خوان سباستيان مولانو  |                       |
| 26                    | Nils Politt ‏          |                       |
| 27                    | مايكل فينك ‏           |                       |

| Team dsm-firmenich PostNL DFP | Team dsm-firmenich PostNL DFP | Team dsm-firmenich PostNL DFP |
| ----------------------------- | ----------------------------- | ----------------------------- |
| م                             | عداء                          | مرتبة                         |
| 31                            | جون ديجينكولب                 |                               |
| 32                            | Tobias Lund Andresen ‏         |                               |
| 33                            | Johan Dorussen ‏               |                               |
| 34                            | Emīls Liepiņš ‏ (طريق)         |                               |
| 35                            | Tim Naberman ‏                 |                               |
| 36                            | تيمو روزن                     |                               |
| 37                            | Patrick Eddy ‏                 |                               |

| Team Jayco AlUla JAY | Team Jayco AlUla JAY           | Team Jayco AlUla JAY |
| -------------------- | ------------------------------ | -------------------- |
| م                    | عداء                           | مرتبة                |
| 41                   | ديلان جروينويغن                |                      |
| 42                   | Jan Maas (cyclist, born 1996) ‏ |                      |
| 43                   | اموند جروندل يانسن             |                      |
| 44                   | لوكا ميزجيك                    |                      |
| 45                   | Kelland O'Brien ‏               |                      |
| 46                   | Blake Quick ‏                   |                      |
| 47                   | Elmar Reinders ‏                |                      |

| Alpecin-Deceuninck ADC | Alpecin-Deceuninck ADC | Alpecin-Deceuninck ADC |
| ---------------------- | ---------------------- | ---------------------- |
| م                      | عداء                   | مرتبة                  |
| 51                     | Robbe Ghys ‏            |                        |
| 52                     | Senne Leysen ‏          |                        |
| 53                     | جنسن بلاورايت ‏         |                        |
| 54                     | Simon Dehairs ‏         |                        |
| 55                     | Siebe Roesems‏          |                        |
| 56                     | جياني فرميش            |                        |
| 57                     | رامون سينكلدام         |                        |

| Arkéa-B&B Hotels ARK | Arkéa-B&B Hotels ARK | Arkéa-B&B Hotels ARK |
| -------------------- | -------------------- | -------------------- |
| م                    | عداء                 | مرتبة                |
| 61                   | أموري كابيو          |                      |

| Arkéa–B&B Hôtels Continentale ‏ ___ | Arkéa–B&B Hôtels Continentale ‏ ___ | Arkéa–B&B Hôtels Continentale ‏ ___ |
| ---------------------------------- | ---------------------------------- | ---------------------------------- |
| م                                  | عداء                               | مرتبة                              |
| 62                                 | Pierre Thierry (cyclist) ‏          |                                    |

| Arkéa-B&B Hotels ARK | Arkéa-B&B Hotels ARK | Arkéa-B&B Hotels ARK |
| -------------------- | -------------------- | -------------------- |
| م                    | عداء                 | مرتبة                |
| 63                   | دايفيد ديكر          |                      |
| 64                   | Luca Mozzato ‏        |                      |
| 65                   | ألان ريو ‏            |                      |
| 67                   | Nicolas Milesi ‏      |                      |

| Lidl-Trek LTK | Lidl-Trek LTK         | Lidl-Trek LTK |
| ------------- | --------------------- | ------------- |
| م             | عداء                  | مرتبة         |
| 72            | Daan Hoole ‏           |               |
| 73            | سيموني كونسوني        |               |
| 74            | Martin Pedersen ‏      |               |
| 75            | Mathias Vacek ‏ (طريق) |               |
| 76            | Otto Vergaerde ‏       |               |
| 77            | Matteo Milan ‏         |               |

| Lotto Dstny LTD | Lotto Dstny LTD            | Lotto Dstny LTD |
| --------------- | -------------------------- | --------------- |
| م               | عداء                       | مرتبة           |
| 81              | ارنو دي لاي                |                 |
| 82              | Joshua Giddings (cyclist) ‏ |                 |
| 83              | Mathijs Paasschens ‏        |                 |
| 85              | Lionel Taminiaux ‏          |                 |
| 86              | Axel De Lie ‏               |                 |
| 87              | برنت فان موير              |                 |

| Israel-Premier Tech IPT | Israel-Premier Tech IPT | Israel-Premier Tech IPT |
| ----------------------- | ----------------------- | ----------------------- |
| م                       | عداء                    | مرتبة                   |
| 91                      | باسكال أكرمان           |                         |
| 92                      | هوغو هوفستيتر           |                         |
| 93                      | Oded Kogut ‏             |                         |
| 94                      | جيك ستيوارت             |                         |
| 95                      | Kiaan Watts‏             |                         |
| 97                      | ريك تسابل               |                         |

| أونو-إكس موبيليتي ‏ UXM | أونو-إكس موبيليتي ‏ UXM | أونو-إكس موبيليتي ‏ UXM |
| ---------------------- | ---------------------- | ---------------------- |
| م                      | عداء                   | مرتبة                  |
| 101                    | Louis Bendixen ‏        |                        |
| 102                    | Carl-Frederik Bévort ‏  |                        |
| 103                    | Erlend Blikra ‏         |                        |
| 104                    | Tord Gudmestad ‏        |                        |
| 105                    | نيكلاس لارسن           |                        |
| 106                    | William Blume Levy ‏    |                        |
| 107                    | Rasmus Bøgh Wallin ‏    |                        |

| TotalEnergies TEN | TotalEnergies TEN  | TotalEnergies TEN |
| ----------------- | ------------------ | ----------------- |
| م                 | عداء               | مرتبة             |
| 111               | Lucas Boniface ‏    |                   |
| 112               | دريس فان جيستل     |                   |
| 113               | Thomas Gachignard ‏ |                   |
| 114               | لورينزو مانزين     |                   |
| 116               | أنتوني تورجيس      |                   |
| 117               | Baptiste Vadic ‏    |                   |

| بنجوال باوليز ساوكس دبليو بي ‏ BWB | بنجوال باوليز ساوكس دبليو بي ‏ BWB | بنجوال باوليز ساوكس دبليو بي ‏ BWB |
| --------------------------------- | --------------------------------- | --------------------------------- |
| م                                 | عداء                              | مرتبة                             |
| 121                               | Luca De Meester ‏                  |                                   |
| 122                               | Cériel Desal ‏                     |                                   |
| 123                               | فلوريس دي تير                     |                                   |
| 124                               | Kenneth Van Rooy ‏                 |                                   |
| 125                               | Aaron Van der Beken ‏              |                                   |
| 126                               | Alexander Salby ‏                  |                                   |
| 127                               | Jens Reynders ‏                    |                                   |

| سبورت فلاندرين بالويس ‏ TFB | سبورت فلاندرين بالويس ‏ TFB | سبورت فلاندرين بالويس ‏ TFB |
| -------------------------- | -------------------------- | -------------------------- |
| م                          | عداء                       | مرتبة                      |
| 131                        | Elias Maris ‏               |                            |
| 132                        | Toon Clynhens ‏             |                            |
| 133                        | Siebe Deweirdt ‏            |                            |
| 134                        | Jasper Dejaegher ‏          |                            |
| 135                        | Ward Vanhoof ‏              |                            |
| 136                        | Victor Vercouillie ‏        |                            |
| 137                        | Noah Vandenbranden ‏        |                            |

| Q36.5 Pro Cycling Team ‏ Q36 | Q36.5 Pro Cycling Team ‏ Q36 | Q36.5 Pro Cycling Team ‏ Q36 |
| --------------------------- | --------------------------- | --------------------------- |
| م                           | عداء                        | مرتبة                       |
| 141                         | Nickolas Zukowsky ‏ (طريق)   |                             |
| 142                         | Xabier Azparren ‏            | لم يبدأ                     |
| 143                         | Kamil Małecki ‏              |                             |
| 144                         | ماتيو موشيتي                |                             |
| 145                         | Travis Stedman‏              |                             |
| 146                         | Szymon Sajnok ‏              | لم يكمل السباق              |
| 147                         | روري تاونسند ‏               |                             |

| تيم نوفو نورديسك ‏ TNN | تيم نوفو نورديسك ‏ TNN | تيم نوفو نورديسك ‏ TNN |
| --------------------- | --------------------- | --------------------- |
| م                     | عداء                  | مرتبة                 |
| 151                   | سام براند             |                       |
| 152                   | Quinten De Graeve ‏    |                       |
| 153                   | Filippo Ridolfo ‏      |                       |
| 154                   | Declan Irvine ‏        |                       |
| 155                   | Matyáš Kopecký ‏       |                       |
| 156                   | Logan Phippen ‏        |                       |
| 157                   | Antonio Polga‏         |                       |

| Unibet Tietema Rockets ‏ TDT | Unibet Tietema Rockets ‏ TDT | Unibet Tietema Rockets ‏ TDT |
| --------------------------- | --------------------------- | --------------------------- |
| م                           | عداء                        | مرتبة                       |
| 161                         | Davide Bomboi ‏              |                             |
| 162                         | Martijn Budding ‏            |                             |
| 163                         | Owen Geleijn ‏               |                             |
| 164                         | أندرياس ستوكبرو             | لم يكمل السباق              |
| 165                         | Zeb Kyffin ‏                 |                             |
| 166                         | Abram Stockman ‏             |                             |
| 167                         | Sebastian Nielsen ‏          |                             |

| سويس ريسينغ أكادمي ‏ TUD | سويس ريسينغ أكادمي ‏ TUD   | سويس ريسينغ أكادمي ‏ TUD |
| ----------------------- | ------------------------- | ----------------------- |
| م                       | عداء                      | مرتبة                   |
| 171                     | توم بولي                  |                         |
| 172                     | Nils Brun ‏                |                         |
| 173                     | Sebastian Kolze Changizi ‏ |                         |
| 174                     | Arvid de Kleijn ‏          |                         |
| 175                     | جاكوب أريكسون ‏            |                         |
| 176                     | Aivaras Mikutis ‏          |                         |
| 177                     | Maikel Zijlaard ‏          |                         |

| سوبرانو هام ايزوريكس ‏ TIS | سوبرانو هام ايزوريكس ‏ TIS | سوبرانو هام ايزوريكس ‏ TIS |
| ------------------------- | ------------------------- | ------------------------- |
| م                         | عداء                      | مرتبة                     |
| 181                       | Ewout De Keyser‏           |                           |
| 182                       | تيموثي دوبونت             |                           |
| 183                       | Bo Godart‏                 |                           |
| 184                       | Thomas Joseph ‏            |                           |
| 185                       | جياني مارشان              |                           |
| 186                       | Arne Santy‏                |                           |
| 187                       | Mauro Verwilt‏             |                           |

| فولكر ويسيلز سيلينج تيم ‏ VWT | فولكر ويسيلز سيلينج تيم ‏ VWT | فولكر ويسيلز سيلينج تيم ‏ VWT |
| ---------------------------- | ---------------------------- | ---------------------------- |
| م                            | عداء                         | مرتبة                        |
| 191                          | بيرت جان يندمان              |                              |
| 192                          | Max Kroonen ‏                 |                              |
| 193                          | Finn Crockett ‏               |                              |
| 194                          | تيمو دي جونغ ‏                |                              |
| 195                          | Jasper Haest ‏                |                              |
| 196                          | Jago Willems‏                 |                              |
| 197                          | Thimo Willems ‏               |                              |

## التصنيف العام النهائي
| التصنيف العام         | التصنيف العام    | التصنيف العام             | التصنيف العام | التصنيف العام |
| العداء                | العداء           | الفريق                    | الوقت         |               |
| --------------------- | ---------------- | ------------------------- | ------------- | ------------- |
| 1                     | Luca Mozzato ‏    | Arkéa-B&B Hotels          | 4 س 46 د 30 ث |               |
| 2                     | ديلان جروينويغن  | Team Jayco AlUla          | + 0 ث         |               |
| 3                     | Gerben Thijssen ‏ | Intermarché-Wanty         | + 0 ث         |               |
| 4                     | سيموني كونسوني   | Lidl-Trek                 | + 0 ث         |               |
| 5                     | Emīls Liepiņš ‏   | Team dsm-firmenich PostNL | + 0 ث         |               |
| 6                     | ارنو دي لاي      | Lotto Dstny               | + 0 ث         |               |
| 7                     | Arvid de Kleijn ‏ | سويس ريسينغ أكادمي ‏       | + 0 ث         |               |
| 8                     | تيموثي دوبونت    | سوبرانو هام ايزوريكس ‏     | + 0 ث         |               |
| 9                     | هوغو هوفستيتر    | Israel-Premier Tech       | + 0 ث         |               |
| 10                    | دريس فان جيستل   | TotalEnergies             | + 0 ث         |               |
|                       |                  |                           |               |               |
| مصدر: ProCyclingStats |                  |                           |               |               |

## وصلات خارجية
- الموقع الرسمي
- لمحة عن سباق هاندزام الكلاسيكي 2024 على موقع  ProCyclingStats   (برو  سايكلنج  ستاتس) - إحصاءات  محترفي  الدراجات.
- هاندزام الكلاسيكي 2024 على موقع إحصائيات الدراجات الإحترافية (الإنجليزية)